# Соната для скрипки і фортепіано № 2 (Бетховен)
Соната № 2 для скрипки і фортепіано, ля мажор, Л. Бетховена — друга з трьох скрипкових сонат Opus 12, написана 1798 року і присвячена Антоніо Сальєрі. Складається з трьох частин:
1. Allegro vivace
2. Andante, più tosto allegretto
3. Allegro piacevole

Триває близько 17 хвилин.